# 博热战役
博熱之戰（法語：Bataille de Baugé），發生於1421年3月22日，英軍與法國與蘇格蘭聯軍對峙於法國的昂熱東面，是英國在百年戰爭中一大敗筆。率領英軍的是亨利五世的弟弟克拉倫斯公爵（英語：Thomas of Lancaster, 1st Duke of Clarence），而率領法蘇聯軍的是約翰·斯圖亞特和法國元帥吉爾貝·莫提耶·德·拉法葉。英軍總人數為4000人，而法蘇聯軍總計有5000人。

## 背景
1415年，英格兰国王亨利五世率领大约10,500人越过海峡抵达法国，再次挑起战火。他一路连战连胜，在阿金库尔大败法军，重新夺回了以前归金雀花家族所有的大量土地。
苏格兰从1295年起就与法国建立了同盟关系。法国在1419年的局势非常严峻：英格兰占领了诺曼底，勃艮第占领了巴黎；而法国内部，保王派和勃艮第派之间的战争仍未结束。面对万分危急的形势，法国王储向苏格兰求援。于是，一支由6千名苏格兰人组成的军队在布肯伯爵约翰和威格敦伯爵阿奇博尔德的带领下从拉罗谢尔登陆法国，成为1419到1421年间为法国王储防守卢瓦尔河谷下游的一股重要力量。
1421年，亨利五世和他的新婚妻子凯瑟琳回到英格兰，临走时让他的弟弟克拉伦斯公爵托马斯留在法国指挥军队。此时，亨利五世尚无子嗣，克拉伦斯公爵是英格兰王位的假定继承人。他按照國王的命令率領4,000名士兵通過安茹跟曼恩準備進行突襲。延路行軍沒有受到任何阻擋，並且在1421年3月21日耶穌受難日於博格小鎮附近紮營。約5,000人的法蘇聯軍也幾乎在同一時間抵達，來阻止英軍前進。然而，英軍被聯軍擊退，許多英國長弓兵也因為四處搜括民財跟糧食而逃走。在周六復活節當天，英軍抓到了一名落單的蘇格蘭士兵並且帶到克拉倫斯公爵面前。克拉倫斯公爵希望藉此吸引敵人的注意力，但是他面臨了一個大問題，第二天是復活節，是基督教中最神聖的節日，任何爭戰都是不被接受的。根據沃爾特·鮑爾編撰的蘇格蘭編年史中提到，兩軍的指揮官皆同意為復活節休戰。

## 戰鬥
有部分消息關於博格之戰的描述略有不同。然而，大多數人認為法軍之所以能戰勝，全是因為克拉倫斯公爵的魯莽。克拉倫斯似乎並不知道聯軍軍力有多大，他立刻發動了突擊。他不顧他的副將亨廷登與吉爾伯特·烏姆弗拉維爾的建議，只為鞏固自己的權力跟地位。他還命令索爾茲伯里伯爵托馬斯·蒙塔居召集弓箭手入伍。而當時克拉倫斯只有1500人左右的兵力，在幾乎沒有弓箭手掩護的情況下，莽撞的攻向法國與蘇格蘭的陣線。蘇格蘭軍隊即時出面與克拉倫斯在橋上抗衡，由羅伯特·斯圖爾特爵士率領的100人弓箭手跟休.肯迪尼率領的數名將士成功保住了橋的控制權，也為巴肯伯爵-羅伯特·斯圖爾特成功爭取到集結士兵的時間。
當克拉倫斯進行最後突擊時，他遇到了法蘇同盟的主力軍隊，他的軍隊遭受到了蘇格蘭弓箭手的猛烈攻擊。克拉倫斯也在這一陣攻擊中身亡，指揮官的位置被道格拉斯代爾的約翰·卡邁克爾取代。關於克拉倫斯的死有很多種說法，沃爾特·鮑爾認為是蘇格蘭騎士約翰·斯溫頓取下了克拉倫斯的首級。也有人認為是被法國的亞歷山大·布坎南男爵用戰錘殺死，並且將他的屍體懸掛在長矛上宣布勝利。也有人認為是被一個名為亞歷山大·麥考斯蘭的高地蘇格蘭人所擊殺。而法國的編年史學家喬治 ·查斯泰倫則認為他是被一名法國士兵殺死的。
當天晚些時候，索爾茲伯里伯爵成功的召集了長弓兵，並派出他們的其中一支小隊搭救了被遺留在後的殘兵和部分屍體。其中就包含克拉倫斯公爵的遺體。

## 重要貴族的死亡和被俘名單
英軍死亡
- 克拉伦斯公爵兰开斯特的托马斯  †
- 第一代坦克維爾伯爵約翰·格雷（英语：John Grey, 1st Earl of Tankerville）  †
- 第七代赫爾姆斯利男爵約翰·德·羅斯（英语：John de Ros, 7th Baron de Ros）  †
- 威廉·德·羅斯  †
- 凱梅爾伯爵（英语：Gilbert V de Umfraville）  †

英軍俘虜
- 索美塞特公爵約翰·博福特，被勞倫斯·弗農（英语：Laurence Vernon）俘虜
- 埃克塞特公爵托馬斯·博福特，被唐納吉·杜·沙泰勒（英语：Tanneguy du Châtel）俘虜
- 第二代埃克塞特公爵約翰·霍蘭，被约翰·西博尔德爵士俘虜
- 珀切伯爵湯瑪士·博福特（英语：Thomas Beaufort, Count of Perche），被達恩利的約翰·斯圖亞特（英语：John Stewart of Darnley）俘虜
- 菲茨瓦爾特男爵（英语：Baron FitzWalter） captured by 亨利·坎寧安（英语：Henry Cunningham (knight)）俘虜

法軍死亡
- 夏爾·勒布特耶  †
- 介蘭·德·方丹  †

## 註腳
1. ↑  Curry. Arms, Armies and Fortifications in the Hundred Years' War. pp. 44–45
2. 1 2  Allmand, C.T. . 2008  [30 May 2013]. （原始内容存档于2012-04-11）.
3. ↑  Prestwich. The Plantagenets. pp. 304–305
4. ↑  Wagner. Encyclopedia of the Hundred Years' War. pp. 43–44
5. 1 2 3  Brown. The Black Douglases: War and Lordship in Late Medieval Scotland, 1300–1455. pp. 216–218
6. ↑  Neillands. The Hundred Years' War. p. 233,
7. 1 2  Macdougall. An Antidote to the English p. 65
8. ↑  G. L. Harriss, ‘Thomas , duke of Clarence (1387–1421)’, Oxford Dictionary of National Biography, Oxford University Press, 2004; online edn, Sept 2010 accessed 30 May 2013 （页面存档备份，存于）
9. ↑  See Francis M. Nichols The Battle of Bauge, and the Personages Engaged in it （页面存档备份，存于） in John Gough Nichols ' The Herald and Genealogist, Volume 5.' pp. 340–351 for a discussion on the variation of details and sources on how Clarence met his death.
10. ↑  Matusiak. Henry V. pp. 218–219